# Maximilian Englbrecht
Maximilian Englbrecht (* 17. Juli 1990 in Landshut) ist ein deutscher Eishockeytorwart. Er ist der Sohn des ehemaligen Torhüters der deutschen Eishockeynationalmannschaft Bernhard Englbrecht. Seit 2024 spielt er beim EHC Waldkraiburg in der viertklassigen Bayernliga.

## Karriere
Englbrecht begann mit dem Eishockey beim EV Landshut. Von 2005 bis 2008 stand er im Tor der DNL-Mannschaft der Landshuter. Beim CHL Import Draft 2008 war er von den Niagara IceDogs aus der Ontario Hockey League in der ersten Runde als insgesamt 43. Spieler ausgewählt worden, wechselte aber nicht nach Kanada. Stattdessen wechselte der Linksfänger zu Deggendorf Fire aus der Oberliga, zusätzlich erhielt er eine Förderlizenz des ERC Ingolstadt aus der Deutschen Eishockey Liga. In der Saison 2009/10 spielte Englbrecht bei den Füchsen Duisburg in der Regionalliga und stand mit einer Förderlizenz im Kader der Kölner Haie. In der Saison 2010/11 spielte er bei den EHF Passau Black Hawks aus der Oberliga. Vor Beginn der Saison 2011/12 erhielt er zunächst eine Förderlizenz der Straubing Tigers, im August 2011 wechselte der Torhüter zum EV Regensburg. Im Saisonverlauf bestritt Englbrecht sein erstes Spiel in der DEL, als er beim Auswärtsspiel bei den Augsburger Panthern für den verletzten Jan Guryca ins Spiel kam. Im Penaltyschießen hielt er zwei Penalties und wurde so zum Matchwinner.
Zur Saison 2012/13 wechselte Max Englbrecht als zweiter Goalie zu den Hannover Scorpions. Auch in der folgenden Spielzeit blieb er den Hannoveranern treu, die 2013/14 in der Oberliga-Nord spielten. Im Juli 2014 kehrte er als zweiter Torhüter zu seinem Heimatverein, dem EV Landshut, zurück. Mit diesem konnte er die Oberliga-Meisterschaft 2019 gewinnen. Nach dem damit verbundenen Aufstieg in die DEL2 erhielt er keinen neuen Vertrag.
2020 schloss er sich dem EV Moosburg aus der fünftklassigen Landesliga Bayern an. Um Karriere und Beruf besser vereinen zu können, wechselte er zur Saison 2022/23 zum ESC Dorfen in die Bayernliga. Nachdem diese 2024 in die Landesliga abgestiegen waren, zog er weiter zum EHC Waldkraiburg.

## Erfolge und Auszeichnungen
- 2019 Deutsche Oberliga-Meisterschaft 2019 und Aufstieg in die DEL2 mit dem EV Landshut